# Jean-Baptiste Cécille
Jean-Baptiste Thomas Médée Cécille (16 tháng 10 năm 1787, Rouen – 9 tháng 11 năm 1873) là một Đô đốc và chính trị gia người Pháp, người đóng vai trò quan trọng trong sự can thiệp của Pháp vào Việt Nam. Ông cũng là người đã thực hiện chuyến đi vòng quanh thế giới.

## Tiểu sử
Ông nhận quân hàm sĩ quan trong Hải quân vào tháng 7 năm 1837, chỉ huy của nữ anh hùng tàu hộ tống rời Brest đến Mỹ Latinh sau đó là Nam Phi. Ông đi thuyền đến Cape Horn để đại diện cho Pháp và cung cấp sự bảo vệ cho ngư dân cá voi. Các địa điểm trên Đảo Sở hữu, nơi ông gọi, đã được đổi tên vào những năm 1960 như một sự tưởng nhớ đến Cécille và con tàu của bà: Cape Heroin và Núi Cécille.
Mặc dù cài đặt của Anh ở Hồng Kông, ông không thể có được quyền lực ở Sulu hoặc Busilan, nơi ông trừng phạt cướp biển vào năm 1845.
Ông cũng phát hiện vào năm 1846 một quần đảo Nhật Bản mà ông đã đặt tên cho mình, trước khi nó được đổi tên thành Quần đảo Ryukyu.
Sĩ quan lớn của Legion of Honor trên ngày 3 tháng 5 năm 1849 ông được thăng quân hàm Chuẩn Đô đốc (Ngày 2 tháng 6 năm 1847), rồi Phó đô đốc (Ngày 23 tháng 12 năm 1847) và cũng là thành viên của Hội đồng Đô đốc.
Reconverted vào chính trị, ông là đại diện của hạ Seine vào Quốc hội lập hiến của năm 1848 và các cơ quan lập pháp. Được hỗ trợ bởi Louis-Napoleon Bonaparte, ông cũng là đại sứ của Pháp tại London. Ông được nâng lên thành danh hiệu thượng nghị sĩ năm 1852.
Ông được phong Bá tước La Mã vào năm 1847 bởi Giáo hoàng Pius IX. Ông được chôn cất trong nghĩa trang hoành tráng của Rouen.

## Hậu thế
Bộ phận Chuẩn bị của Quân đội Hải quân đóng quân tại Rouen mang tên Đô đốc Cécille.